# Maurice Deffaux
 Maurice Deffaux , né le 19 juillet à Reims et mort le 2 décembre 1926 dans cette même ville, est un architecte français très impliqué dans la reconstruction des villages de la Marne après la Grande Guerre.

## Biographie
Maurice Deffaux est né le 19 juillet 1884 à Reims.
Il ouvre un cabinet d’architecture avec Edmond Herbé, à Reims 6 rue des Telliers puis 14 rue Vauthier-le-Noir.
Il a été Architectes pour la reconstruction des communes de Jonchery-sur-Vesle, Montigny-sur-Vesle, Bouilly, Courcelles-Sapicourt, Pévy et Vandeuil.
Il meurt le 2 décembre 1926 à Reims.

## Fonctions
Il fut :
- Membre de la Société des Architectes de la Marne (S.A.M.] en 1919,
- Architecte (S.A.M / S.A.A.M),
- Architectes pour la reconstruction des communes de Jonchery-sur-Vesle, Montigny-sur Vesle, Bouilly, Courcelles-Sapicourt, Pévy, Vandeuil.

## Réalisations
- Cité-jardin Maison-Blanche à Reims, avec l’architecte Edmond Herbé.
- Immeuble de rapport et commerces, 25 rue du Temple à Reims, avec l’architecte Edmond Herbé,
- Immeuble, 12 de la Rue de l'Étape à Reims, avec l’architecte Edmond Herbé,
- immeuble, 24 Henri IV à Reims, avec l’architecte Edmond Herbé,
- immeuble 31-33 Rue de Talleyrand (Reims) avec l’architecte Edmond Herbé. Il faut primé par l’Union Rémoise des Arts Décoratifs en 1923,
- immeuble de rapport Art déco 29-31 Rue de Mars des architectes Hemdon Herbé et Maurice Deffaux construit en 1923 pour M. Boucart. Les staffs sont de Berton, les ferronneries de Borderel et Robert, les mosaïques en grès flammé de Jean Tibourdet et les verrières de J. Simon.
- Hôtel particulier Lebeau, 11 rue Brûlée à Reims, avec l’architecte Edmond Herbé.

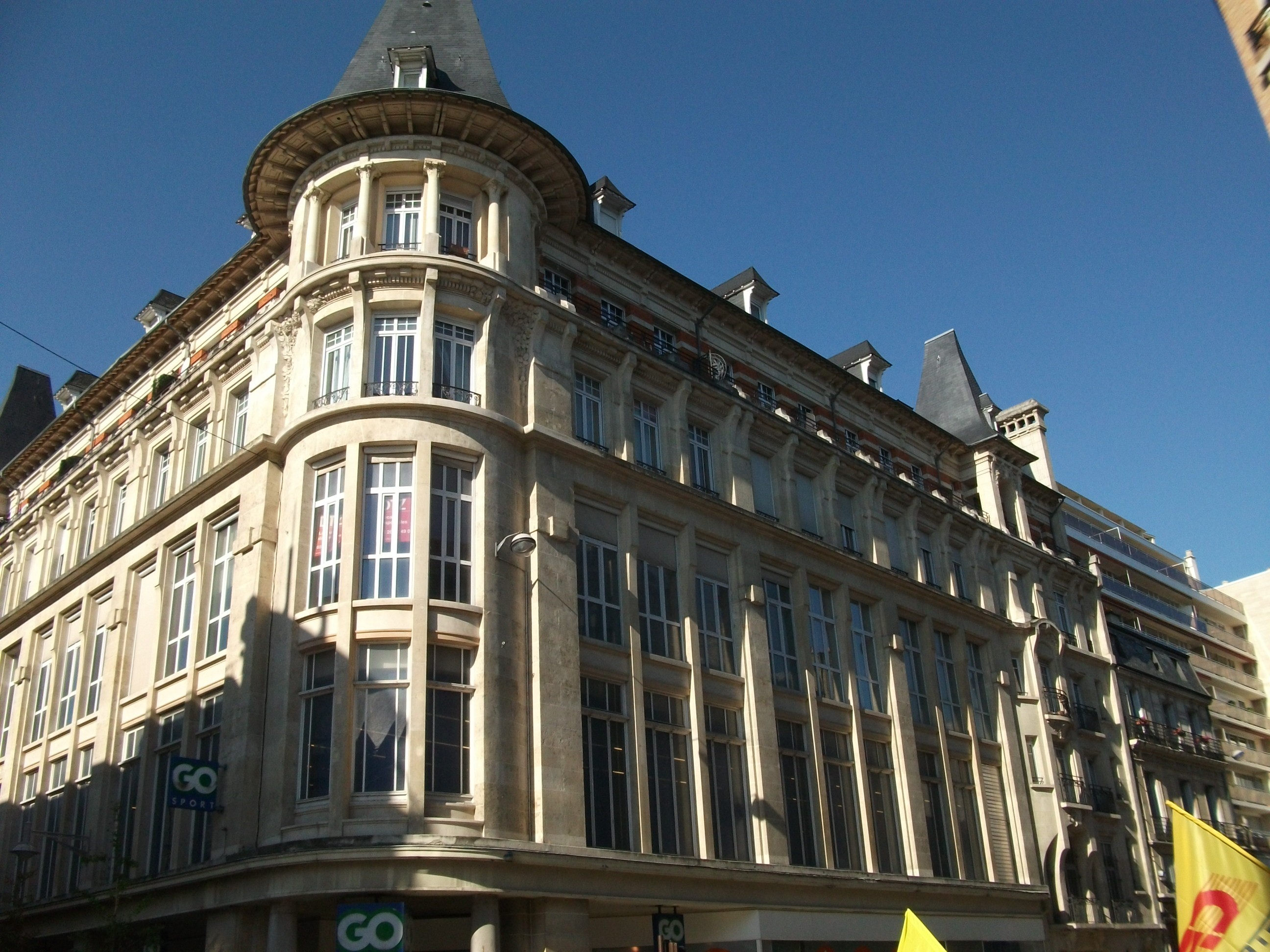
Au Petit Paris.